# О-Боло
О-Боло (гал. O Bolo, ісп. El Bollo) — муніципалітет в Іспанії, у складі автономної спільноти Галісія, у провінції Оренсе. Населення — 1139 осіб (2009).
Муніципалітет розташований на відстані близько 350 км на північний захід від Мадрида, 65 км на схід від Оренсе.
Муніципалітет складається з таких паррокій: О-Боло, Бушан, Камбела, Селавенте, Чандойро, Чао-де-Кастро, Ас-Ермідас, Форнелос, Лентельяйс, Парадела, Сан-Мартіньйо, Санта-Крус, О-Сейшо, Тейшидо, Туше, Вальданта, Віласеко, Шава.

## Демографія
Динаміка населення (INE ):

## Галерея зображень

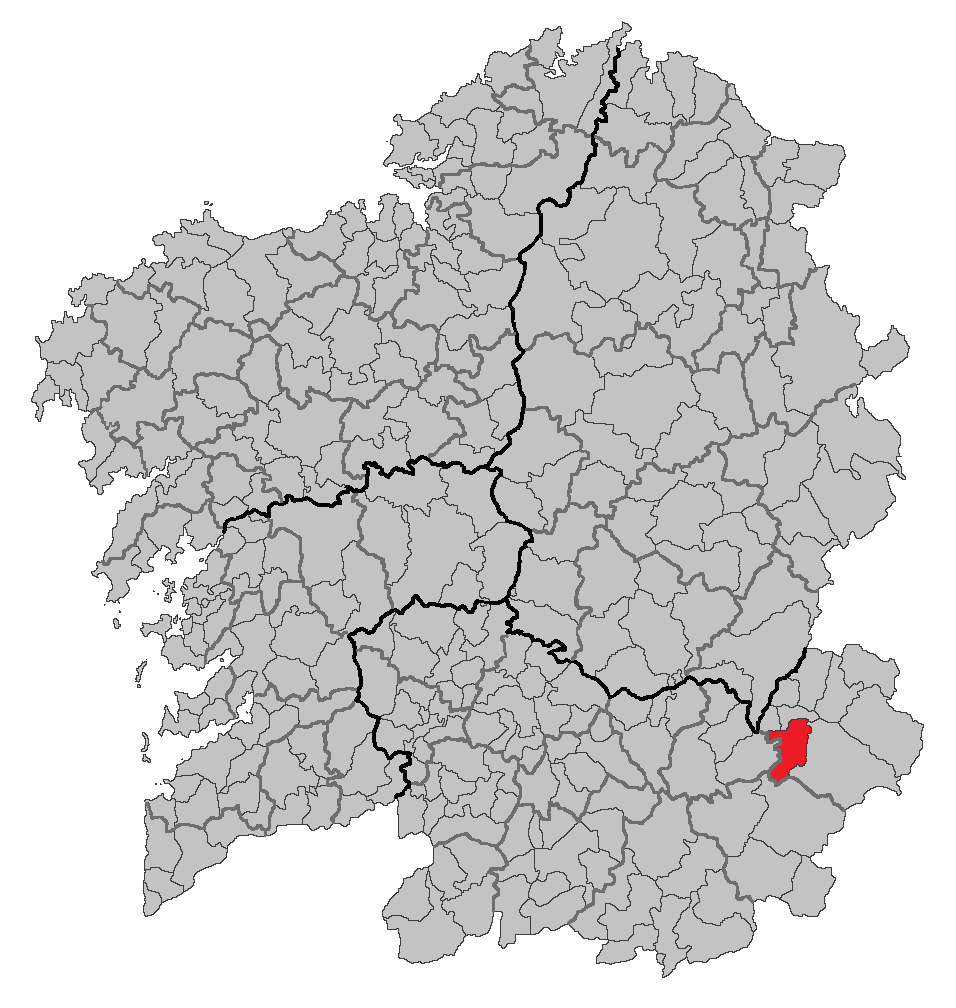
Розташування муніципалітету
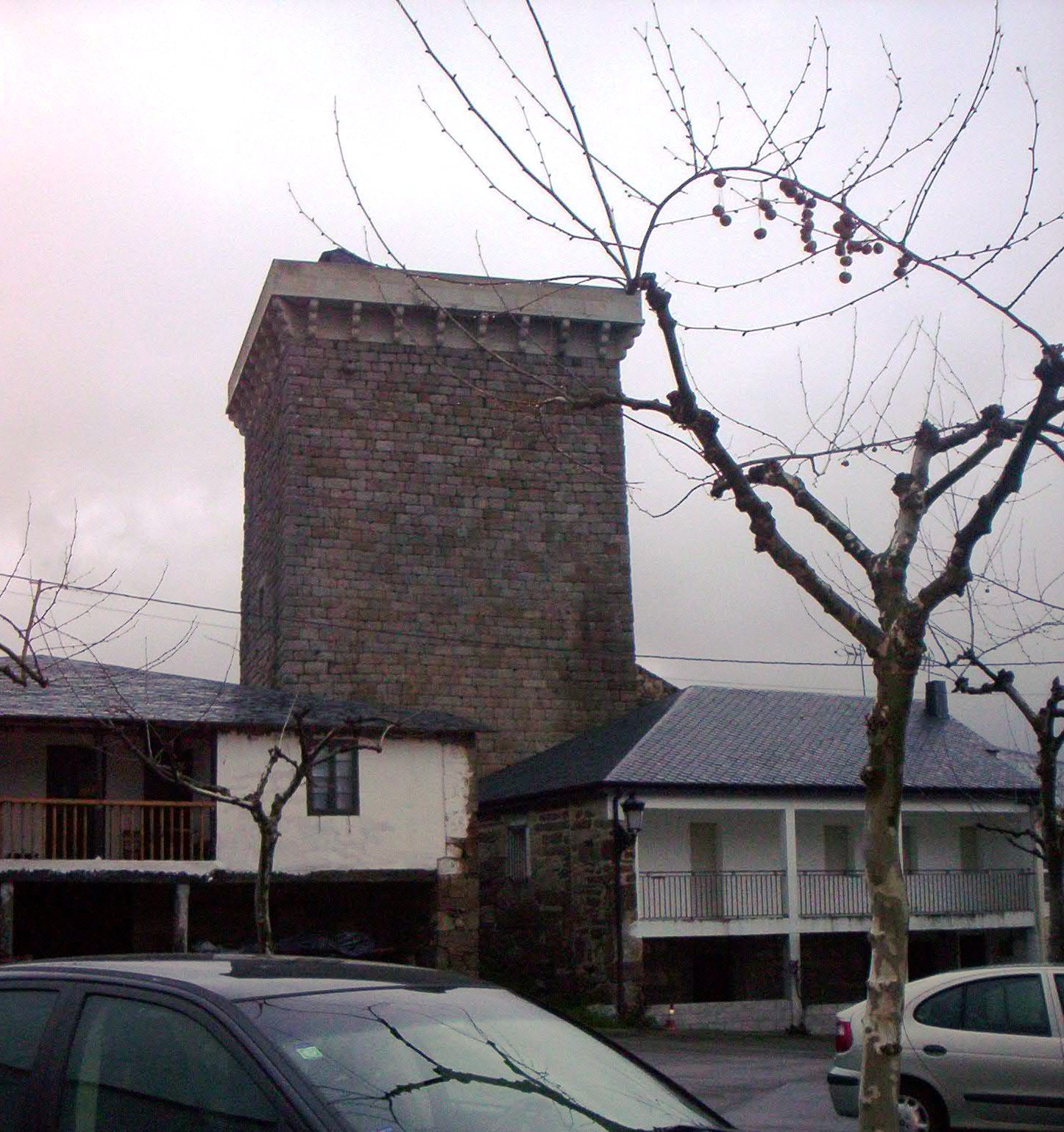
О-Боло